# Пашкі-Малі
Пашкі-Малі (пол. Paszki Małe) — село в Польщі, у гміні Радинь-Підляський Радинського повіту Люблінського воєводства.
Населення — 304 особи (2011).
У 1975-1998 роках село належало до Білопідляського воєводства.

## Демографія
Демографічна структура станом на 31 березня 2011 року:
|          | Загалом | Допрацездатний вік | Працездатний вік | Постпрацездатний вік |
| -------- | ------- | ------------------ | ---------------- | -------------------- |
| Чоловіки | 161     | 33                 | 105              | 23                   |
| Жінки    | 143     | 23                 | 90               | 30                   |
| Разом    | 304     | 56                 | 195              | 53                   |